# Großholthausen
Der Dortmunder Stadtteil Großholthausen gehört zum Stadtbezirk Hombruch. Mit 234 Einwohnern bildet das auch heute noch ländlich geprägte Großholthausen einen der kleinsten Dortmunder Vororte.
Nachbarorte sind im Norden Hombruch, im Osten Löttringhausen, im Süden Schnee und im Westen Kruckel. 

## Geschichte
Großholthausen wurde erstmals 1289 mit Albertus villicus de Holthusen urkundlich erwähnt. 1341 werden ein Diderik van Holthusen und 1360 de schulte van Holthusen in Urkunden des Klosters Clarenberg erwähnt. 1588 und 1614 wird der Ort Holthausen im ampt Hoerde in Mallinckrodter Urkunden genannt. Ab 1840 erscheint der Ortsname Großenholthausen und ab 1935 der heutige Ortsname Großholthausen.
Großholthausen gehörte im Spätmittelalter und der Frühen Neuzeit in der eigenen Bauerschaft Groitte Holthuysen, im Kirchspiel Kirchhörde und Amt Hörde (historisch) zur Grafschaft Mark. Laut dem Schatzbuch der Grafschaft Mark von 1486 hatten in der Bauerschaft 10 Steuerpflichtige Hofbesitzer zwischen 1 und 6 Goldgulden an Abgabe zu leisten. Darunter der Schultenhof mit 6 Goldgulden und Rutger to Holthusen mit 4 Goldgulden Abgabe. Im Jahr 1705 waren in Grossen Holthausen 3 Steuerpflichtige mit einer Abgabe an die Rentei Hörde im Kataster verzeichnet. Darunter der Hofbesitzer Schultze mit seinen 2 Kötter.
Die Deutung des Ortsnamens Holthausen kann mit bei den Häusern am Gehölz umschrieben werden.
Der Ort teilt sich zwischen dem in den Niederungen des Grotenbachs liegenden alten Dorfes mit mehreren Höfen und zerstreut liegender Bebauung zum Anstieg des Ardeygebirges, wo auch der Bahnhaltepunkt der stillgelegten Bahnlinie Löttringhausen-Witten lag. Großholthausen war seit dem Mittelalter Bestandteil des Kirchspiels Kirchhörde mit einem Schultenhof, der einem Hofesverband vorstand und im Besitz des märkischen Landesherren stand. Mit der Eingemeindung der Landgemeinde Kirchhörde fiel Großholthausen 1929 an Dortmund.

## Bevölkerungsentwicklung
| Jahr | Einw. |
| ---- | ----- |
| 2003 | 233   |
| 2008 | 246   |
| 2013 | 232   |
| 2018 | 234   |